# Acanthocalycium
Acanthocalycium is een geslacht van cactussen. De soorten komen voor in Argentinië.
Ze hebben een kogel- tot kort- cilindervormige cactuslichaam met scherpe ribben. De middelgrote bloemen zijn overdag geopend. Ze dragen vliezige schubben met een stekelige top. In de oksels van de schubben zitten lange wolharen.
De naam is een samenstelling van het Oudgriekse ἄκανθα, akantha (doorn of stekel) en κάλυξ, kalux (kelk). De soorten worden door sommige taxonomen in een ander geslacht geplaatst: Echinopsis.
Sommige soorten worden als kamerplant gebruikt.

## Soorten
- Acanthocalycium andreaeanum (Backeberg) Donald
- Acanthocalycium aurantiacum Rausch
- Acanthocalycium brevispinum Ritter
- Acanthocalycium catamarcense Ritter
- Acanthocalycium chionanthum (Spegazzini) Backeberg
- Acanthocalycium ferrarii Rausch
- Acanthocalycium glaucum Ritter
- Acanthocalycium griseum Backeberg
- Acanthocalycium klimpelianum (Wiedlich & Werdermann) Backeberg
- Acanthocalycium peitscherianum Backeberg
- Acanthocalycium spiniflorum (Schumann) Backeberg
- Acanthocalycium thionanthum (Spegazzini) Backeberg
- Acanthocalycium variiflorum Backeberg

## Externe link

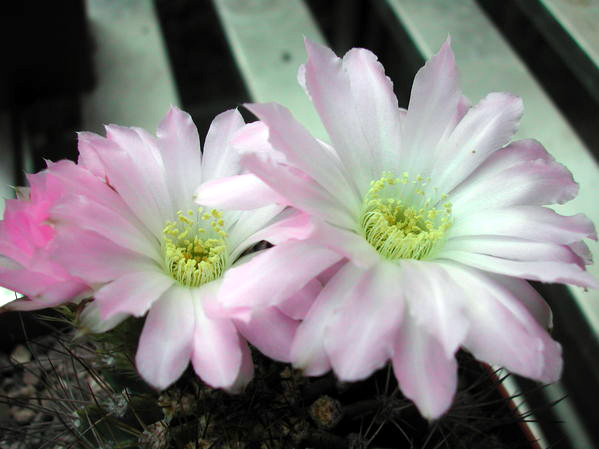
Acanthocalycium spiniflorum